# Katastrofa lotnicza w Chrcynnie
Katastrofa lotnicza w Chrcynnie – wypadek lotniczy samolotu Cessna 208B Grand Caravan, do którego doszło 17 lipca 2023 roku w Chrcynnie w woj. mazowieckim. W wyniku wypadku śmierć poniosło 6 osób, a 7 zostało rannych.
To najpoważniejsza katastrofa lotnicza w Polsce od katastrofy w Topolowie w 2014 roku, gdzie zginęło 11 osób, a 1 została ranna, jak również najpoważniejsza katastrofa w województwie mazowieckim od katastrofy w Lesie Kabackim w 1987 roku, gdzie zginęły 183 osoby.

## Przebieg wypadku
17 lipca 2023 roku na lądowisku Chrcynno (EPNC) realizowane było szkolenie, w którym brało udział trzech pilotów: pilot instruktor i dwóch pilotów szkolonych. Loty rozpoczęły się o godzinie 14:05. O godzinie 19:25 samolot wystartował do ostatniej serii kręgów, po których loty miały się zakończyć. Na pokładzie samolotu znajdowali się w tym czasie: pilot instruktor i obaj szkoleni piloci. Po wykonaniu kręgu pilot szkolony skonfigurował samolot do lądowania, a następnie wykonał przyziemienie i natychmiastowy start. Po oderwaniu się samolotu od powierzchni pasa startowego 28, na wysokości około 10 metrów nad nominalnym poziomem terenu sterowanie samolotem przejął pilot instruktor. Po przejęciu sterowania, zwiększając zakres pracy silnika, pilot instruktor wykonał zakręt w lewo, pogłębiając płynnie przechylenie. Przy przechyleniu około 60 stopni samolot zaczął ześlizgiwać się na lewe skrzydło, tracąc wysokość. Przy przechyleniu 70 stopni doszło do kontaktu lewego skrzydła z nawierzchnią trawiastą lądowiska. Chwilę później samolot zderzył się z samochodem terenowym, a następnie z blaszanym budynkiem, w których przebywali ludzie.
Akcja ratownicza uruchomiona została natychmiast po zdarzeniu. W pierwszej kolejności zareagowali świadkowie zdarzenia, którzy ruszyli na pomoc poszkodowanym. Pierwszy podmiot ratowniczy przybył na miejsce zdarzenia po 16 minutach. Łącznie w akcji ratowniczej brało udział kilkadziesiąt jednostek, w tym 19 jednostek gaśniczych Państwowej Straży Pożarnej (PSP), 10 zastępów Ochotniczej Straży Pożarnej (OSP), 14 karetek pogotowia ratunkowego, 20 radiowozów policyjnych, 7 specjalistycznych jednostek PSP, 8 pojazdów operacyjnych PSP, 4 śmigłowce Lotniczego Pogotowia Ratunkowego  i 1 śmigłowiec Służby Poszukiwania i Ratownictwa Lotniczego. W sumie w akcji ratowniczej i wydobycia wraku wzięło udział około 300 osób.

## Ofiary
W wyniku zderzenia pilot instruktor poniósł śmierć na miejscu. Obaj szkoleni piloci odnieśli lekkie obrażenia ciała i opuścili samolot o własnych siłach. Cztery osoby przebywające w budynku i w jego bezpośrednim sąsiedztwie poniosły śmierć na miejscu. Osiem innych osób (w tym jedno dziecko) odniosło obrażenia ciała. Jedna osoba w wyniku odniesionych obrażeń zmarła w szpitalu dwa dni po wypadku. W wyniku zdarzenia śmierć poniósł także pies, który znajdował się w budynku.
W katastrofie zginęli:

1. Cezary Bołdak
2. Grzegorz Krupiak
3. Karina Laszczuk
4. Arkadiusz Radzio
5. Artur Zieliński
6. Grzegorz Zmysłowski

Wszystkie osoby poszkodowane były obywatelami polskimi.
| Obrażenia ciała | Załoga | Pasażerowie | Ogółem na pokładzie statku powietrznego | Pozostali   |
| --------------- | ------ | ----------- | --------------------------------------- | ----------- |
| Śmiertelne      | 1      | –           | 1                                       | 5           |
| Poważne         | –      | –           | –                                       | 7           |
| Lekkie          | 1      | 1           | 2                                       | Nie dotyczy |
| Brak            | –      | –           | –                                       | Nie dotyczy |
| Razem           | 2      | 1           | 3                                       | 12          |

## Dochodzenie
Samolot nie był wyposażony w pokładowy rejestrator parametrów (FDR) ani rejestrator w kabinie (CVR).  Zgodnie z obowiązującymi przepisami lotniczymi żaden z tych rejestratorów nie był wymagany.
W dniu 16 sierpnia 2023 roku Państwowa Komisja Badania Wypadków Lotniczych wydała wstępny raport, w którym przedstawiono jedynie fakty dotyczące okoliczności zaistnienia i przebiegu zdarzenia lotniczego. Nie wydano zaleceń dotyczących bezpieczeństwa.
Na podstawie wstępnych informacji zdarzenie zostało zakwalifikowane jako wypadek. W trakcie badania kwalifikacja zdarzenia nie została zmieniona.
Z informacji uzyskanych od świadków zdarzenia i szkolonych pilotów wynika, że w chwili wypadku nie występowały żadne zjawiska pogodowa mogące mieć wpływ na przebieg zdarzenia.